# 邁氏小體石脂鯉
邁氏小體石脂鯉，為輻鰭魚綱脂鯉目脂鯉亞目脂鯉科的其中一個種。分布於南美洲巴西布蘭科河流域，體長可達2.2公分，棲息在底中層水域，生活習性不明。